# Seilbombe
Die Seilbombe war eine 1942 entwickelte deutsche Waffe zum Angriff auf die Energieversorgung. Ein im Tiefflug über Freileitungen abgeworfenes Seil sollte durch elektrischen Kurzschluss der Leiterseile die Energieversorgung vor allem von Rüstungsfabriken lahm legen. Entwickelt wurde sie im Zusammenhang mit dem Plan Aktion Rußland von 1942 bis 1944 das hochzentralisierte Energienetz der Sowjetunion anzugreifen, um so deren Rüstungsindustrie lahmzulegen.

## Geschichte
Entwickelt wurde sie von Heinrich Steinmann, der auch einen Lehrfilm über sie schuf. Proben ergaben ihre Wirksamkeit. Es wurden Besatzungen in abgelegenen Gebieten trainiert, um die Geheimhaltung der Waffe zu gewährleisten. 1942 wurden durch Aufklärungsflugzeuge sowjetische Stromleitungen fotografiert.
Da man eine Nachahmung der Westmächte gegen das deutsche Energienetz befürchtete, stellte man die Pläne zurück um Gegenmaßnahmen zu entwickeln, schließlich gab man die Einsatzidee ganz auf. Die ganze Operation gegen das sowjetische Stromnetz kam letztendlich überhaupt nicht zu Stande, da die Frontlage die dafür zusammengezogenen Fliegerkräfte des „Korps Meister“ zum Einsatz gegen den sowjetischen Eisenbahnnachschub ab dem 27. März 1944 erzwang.